# Michael Reed (directeur de la photographie)
Pour les articles homonymes, voir Michael Reed et Reed.
Michael Reed, né le 7 juillet 1929 et mort le 15 décembre 2022, est un directeur de la photographie britannique.

## Filmographie partielle
- 1964 : La Baie aux émeraudes de James Neilson
- 1964 : La Gorgone de Terence Fisher
- 1966 : The Legend of Young Dick Turpin
- 1966 : Dracula, prince des ténèbres de Terence Fisher
- 1966 : Raspoutine, le moine fou de Don Sharp
- 1969 : Au service secret de Sa Majesté de Peter R. Hunt
- 1971 : Le Baron rouge de Roger Corman
- 1972 : Population zéro de Michael Campus (en)
- 1972 : Requiem pour un espion de Lamont Johnson
- 1973 : La Méprise d'Alan Bridges
- 1975 : Galileo de Joseph Losey
- 1975 : The Hiding Place de James F. Collier
- 1981 : Loophole de John Quested
- 1985 : Les Oies sauvages 2 de Peter R. Hunt